# イタダキ娘
『イタダキ娘』（イタダキむすめ）は、2003年4月14日から同年9月29日までテレビ大阪で放送されていたバラエティ番組。全25回。放送時間は毎週月曜 25:10 - 25:40。
ロザンが司会を務めていた公開番組で、収録は全編生駒山上遊園地（スカイランドいこま）で行われていた。番組は、一般からの参加者たちが遊園地を舞台に様々な企画に挑戦するという形式で進行。本番組で1番続いた企画は、第5弾まで行われていた「ラブラブ選手権」だった。
最終回は26:05までの55分スペシャルで放送された。

## 出演者

### レギュラー
- ロザン - もともとは後述のキングコングが司会になる予定であったが、梶原雄太が病気で休業したために降板となり、代わりにロザンが起用された。

### ゲスト
- 麒麟
- 天津
- レギュラー
- 笑い飯
- 千鳥
- ストリーク
- FUJIWARA
- キングコング